# Jeghegnadzor
Jeghegnadzor (arménsky Եղեգնաձոր) je hlavní město provincie Vajoc Dzor v Arménii. K roku 2009 v něm žilo přes osm tisíc obyvatel.

## Poloha a doprava
Jeghegnadzor leží v údolí Arpy, přítoku Araksu v úmoří Kaspického moře. Od řeky samotné je vzdálen přibližně dva kilometry severně.
Přes Jeghegnadzor prochází dálnice M2 spojující hlavní město Jerevan s jihovýchodem země.

## Dějiny
První zmínka o městě je z pátého století.

## Sport
V letech 1992–2003 působil ve městě fotbalový klub Arpa Jeghegnadzor FC.